# PEBKAC
PEBKAC ou PEBCAK est un acronyme humoristique utilisé en argot Internet pour signifier que le problème informatique résulte d'une mauvaise manipulation de l'utilisateur.
Il existe plusieurs variantes de cet acronyme, dont la plus utilisée, PEBCAK signifie (en) « Problem Exists Between Chair And Keyboard », littéralement le problème se situe entre la chaise et le clavier, désignant bien entendu l'utilisateur. L'objectif de cet acronyme est de ne pas dévoiler immédiatement à l'utilisateur qu'il est en cause, à des fins humoristiques.

## ID10T
L'erreur PEBCAK porte aussi le numéro ID-Ten-T ou 1D107, ayant pour but de traiter l'utilisateur d'idiot en langage leet speak.

## Variantes
- POBCAC (« Problem Occurs Between Computer and Chair »)
- PRBKAC (« Problem Resides Between Keyboard And Chair »)
- PIBKAC (« Problem Is Between Keyboard And Chair »)
- PEBCAC (« Problem Exists Between Chair and Computer »)
- PEBMAC (« Problem Exists Between Monitor And Chair »)
- PEBCAK (« Problem Exists Between Chair And Keyboard »)
- EBKAC (« Error Between Keyboard And Chair »)
- PICNIC (« Problem In Chair, Not In Computer »).

En français :
- Problème d'ICC (Interface Chaise-Clavier)